# Hopak bojowy
Hopak bojowy (ukr. бойовий гопак, bojowyj hopak) – ukraińska sztuka walki, która została opisana i usystematyzowana przez Wołodymyra Pyłata w 1985 roku.

## Historia
Hopak bojowy łączy w sobie dążenia do doskonalenia duchowego i fizycznego. Elementy walki były przekazywane z pokolenia na pokolenie w rodach kozackich oraz za pośrednictwem tańców ludowych, najczęściej hopaka.
Wołodymyr Pyłat w drugiej połowie XX wieku podjął się odtworzenia tej sztuki walki na podstawie wiedzy przekazanej przez dziadka i innych nauczycieli, którzy posiadali wiedzę o dawnej sztuce walki. Część techniki została również oparta na tradycyjnych ruchach wykorzystywanych w hopaku (tańcu). Zanim Pyłat rozpoczął pracę nad usystematyzowaniem hopaka bojowego, trenował przez siedemnaście lat karate kyokushin (uzyskał tytuł senseia), gōjū-ryū, sone, karate shōtōkan, kick-boxing, jujutsu i aikido. Na początku lat osiemdziesiątych rozpoczął badania nad ludowymi tańcami Ukraińców. Odkrył, że cechują je elementy przypominające techniki walki, które najbardziej uwydatniały się w najpopularniejszych wśród Kozaków tańcach: hopaku i metełyci. Do tych elementów należały uderzenia nogami w wyskoku, w przysiadzie (pawuczki, powzunci, prysiadki), różnorodne kroki, zbicia, podcinania, kopnięcia okrężne (tynki), kopnięcia (kopniaki) itd. Zaobserwowane techniki dostosował do wymogów współczesnej sztuki walki, którą nazwał hopakiem bojowym.
W 1985 roku Wołodymyr Pyłat otworzył we Lwowie eksperymentalną szkołę hopaka bojowego, gdzie prowadzono dalsze badania nad nim jako sztuką walki. Dwa lata później założono Szkołę Hopaka Bojowego. W 1991 roku prace nad systematyzacją sztuki walki zostały zakończone, a wyniki badań opublikowano w książce pt. „Tradycje ukraińskiej narodowej kultury fizycznej” (Традиції Української Національної Фізичної Культури, Tradyciji Ukrajinśkoji Nacionalnoji Fizycznoji Kultury) autorstwa J. Ptystupa i W. Pyłata. Ten drugi wydał także w 1994 roku książkę pt. „Hopak bojowy” (Бойовий гопак, Bojowyj hopak).
Pierwsze ogólnoukraińskie zawody w hopaku bojowym odbyły się we Lwowie w dniach 18–19 maja 1996 roku. Wzięło w nich udział ponad 150 uczestników. Drugie ogólnoukraińskie zawody odbyły się we Lwowie 10-13 kwietnia 1997 roku (300 uczestników z 8 obwodów Ukrainy). W październiku 1997 roku hopak bojowy został podniesiony do rangi sportu narodowego. Dwa miesiące później zarejestrowano Centralną Szkołę Hopaka Bojowego. W latach 1998–2000 CSHB przeprowadziła 7 mistrzostw różnych poziomów zaawansowania, 8 seminariów, wiele pokazów i festiwali hopaka w różnych częściach Ukrainy. W 2000 roku Dnieprodzierżyńska Wyższa Szkoła Wychowania Fizycznego otworzyła kierunek kształcenia – hopak bojowy. W 2001 roku powstała Międzynarodowa Federacja Hopaka Bojowego, która zajmuje się szerzeniem tej sztuki walki poza granicami kraju. Ukraiński zespół hopaka bojowego zajął trzecie miejsce na IV Ogólnoświatowym Festiwalu Sztuk Walki, który odbywał się w dniach 7-15 października 2001 roku w mieście Chungju w Korei Południowej.
W 2002 roku została otwarta eksperymentalna szkoła ashardy, ukraińskiej sztuki walki dla kobiet, bazującej na technice hopaka bojowego i przystosowanej tak, aby w czasie walki maksymalnie wykorzystać anatomiczno–fizjologiczną specyfikę ciała kobiety. W latach 2003–2004 zespół hopaka bojowego i ashardy demonstrował swoje techniki w Polsce.

### W Polsce
Jedynym obecnie ośrodkiem, gdzie rozwija się ta sztuka walki jest Warszawa.

## Specyfika walki
Treningi hopaka bojowego odbywają się w tradycyjnym ukraińskim stroju: wyszywanej koszuli, szarawarach przewiązanych ozdobnym pasem, wysokich butach ludowych w jasnych kolorach (nigdy w czarnych).
Do elementów techniki tej sztuki walki należą: uderzenia nogami i rękami (w przysiadzie, na stojąco z wyskoku), bloki, zbicia ciosów, podcięcia, chwyty, walka tradycyjną bronią ukraińską. Elementem charakterystycznym jest walka w przysiadzie. W hopaku bojowym wykorzystywane są bronie (pojedyncze lub dwie naraz): kij, pika, kosa na sztorc, sierp, szabla, miecz, buława, cep bojowy, czekan.

## Stopnie zaawansowania
Kolejnym stopniom zaawansowania w hopaku bojowym odpowiadają kolory szarawarów:
Stopień ucznia
1. żowtiak – białe szarawary płócienne;
2. sokił – zielone szarawary płócienne;
3. jastrub – błękitne szarawary płócienne;

Stopień przejściowy
1. dżura – błękitne szarawary jedwabne;

Stopień mistrza
1. kozak – malinowe szarawary jedwabne (por. kozak);
2. charakternik – czerwone lub zielone szarawary jedwabne (zależy od trenowanych technik dodatkowych; por. charakternik);
3. wołchw – białe szarawary jedwabne, mogą też być płócienne (por. wołchw).

Każdy kozak bez względu na stopień może nosić czarne szarawary podczas treningów lub prezentacji stylu walki.